# مهرجان غلاستونبري
مهرجان غلاستونبري هو مهرجان موسيقى يمتد لمدة خمس أيام يقام في غلاستونبري،إنجلترا. بالإضافة إلى الموسيقى يضم المهرجان عروض رقص، كوميديا، مسرح، سيرك وغيرها من الفنون ويحظى المهرجان بتغطية تلفزيونية وصحفية واسعة النطاق. يحضر المهرجان 200 ألف شخص سنوياً.

## تاريخ
عُقدت النسخة الأولى من المهرجان في (وورثي فارم) وهو مهرجان موسيقى (البوب والبلوز والفولك)، استضافه مايكل إيفيس عام 1970، وهو مزارع وشريك مؤسس لمهرجان غلاستونبري.
شاركت الفرقة الأيرلندية ني كاب وثنائي الراب بوب فيلان المؤيدين للفلسطينيين في مهرجان يونيو 2025 وثار جدلاً واسعاً بعد أن قاد المغني بوبي فيلان الجمهور في هتافات مؤيدة لفلسطين ومناهضة لإسرائيل في حرب غزة، بما في ذلك هتاف "الموت، الموت لجيش الدفاع الإسرائيلي".